# Villa myrmeleonostena
Villa myrmeleonostena är en tvåvingeart som först beskrevs av Baba 1953.  Villa myrmeleonostena ingår i släktet Villa och familjen svävflugor. Inga underarter finns listade i Catalogue of Life.